# Главное управление государственного коннозаводства
Главное управление государственного коннозаводства — ведомство Российской империи, отвечавшее за государственные конные заводы. Существовало с 1843 года по 1918 год.

## История
Было создано указом от 10 апреля 1843 года для заведования государственными конскими учреждениями, в число которых входили конные заводы (тогда их было шесть) и земские конюшни.
Во главе ведомства был Комитет государственного коннозаводства, также в его состав входила канцелярия, департамент государственного коннозаводства и комиссия коннозаводства в составе 46 членов-корреспондентов для наблюдения за состоянием коннозаводства на всей территории империи.
Первым председателем Комитета Государственного коннозаводства был граф В. В. Левашев, после смерти которого 11 октября 1848 года Управление государственного коннозаводства было присоединено к Министерству государственных имуществ.
В 1856 году Управление государственного коннозаводства под руководством генерал-адъютанта барона Е. Ф. Мейндорфа было выделено из состава Министерства государственных имуществ.
В 1874 году Главный управляющий Государственного коннозаводства Р. Е. Гринвальд ушёл в отставку по болезни и поэтому в апреле того же года Главное управление Государственного коннозаводства было вновь присоединено к Министерству государственных имуществ, а новым управляющим ведомства был назначен генерал-лейтенант А. И. Сабуров.
В 1881 году Главное управление Государственного коннозаводства было вновь отделено от Министерства государственных имуществ, его Главноуправляющим был назначен генерал-адъютант И. И. Воронцов-Дашков.